# Kerk van Middels
De protestants-lutherse Kerk van Middels (Middelser Kirche), een plaats in de gemeente Aurich (Nedersaksen), werd rond 1200 als romaanse zaalkerk gebouwd.

## Geschiedenis

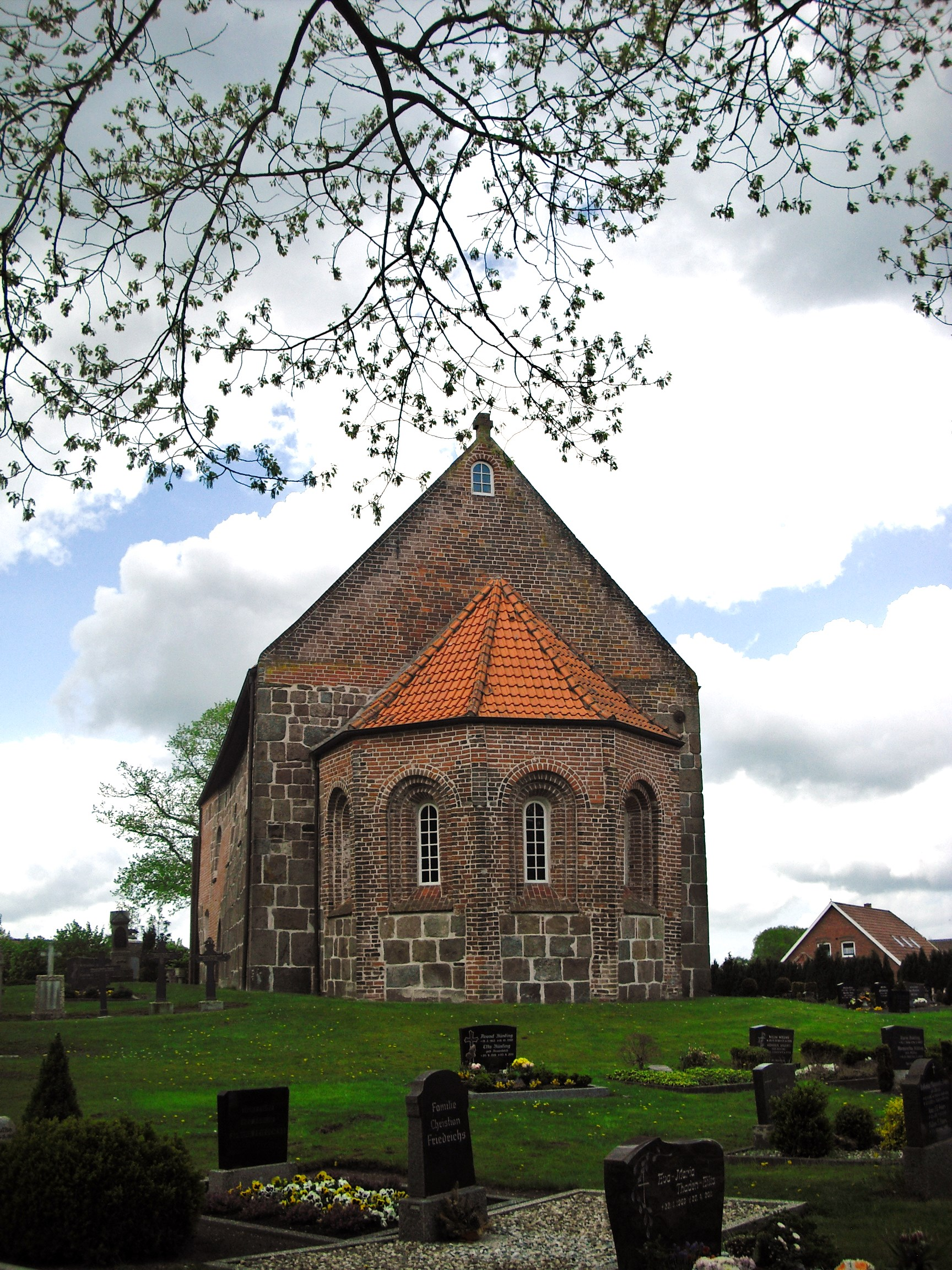
De polygonale apsis

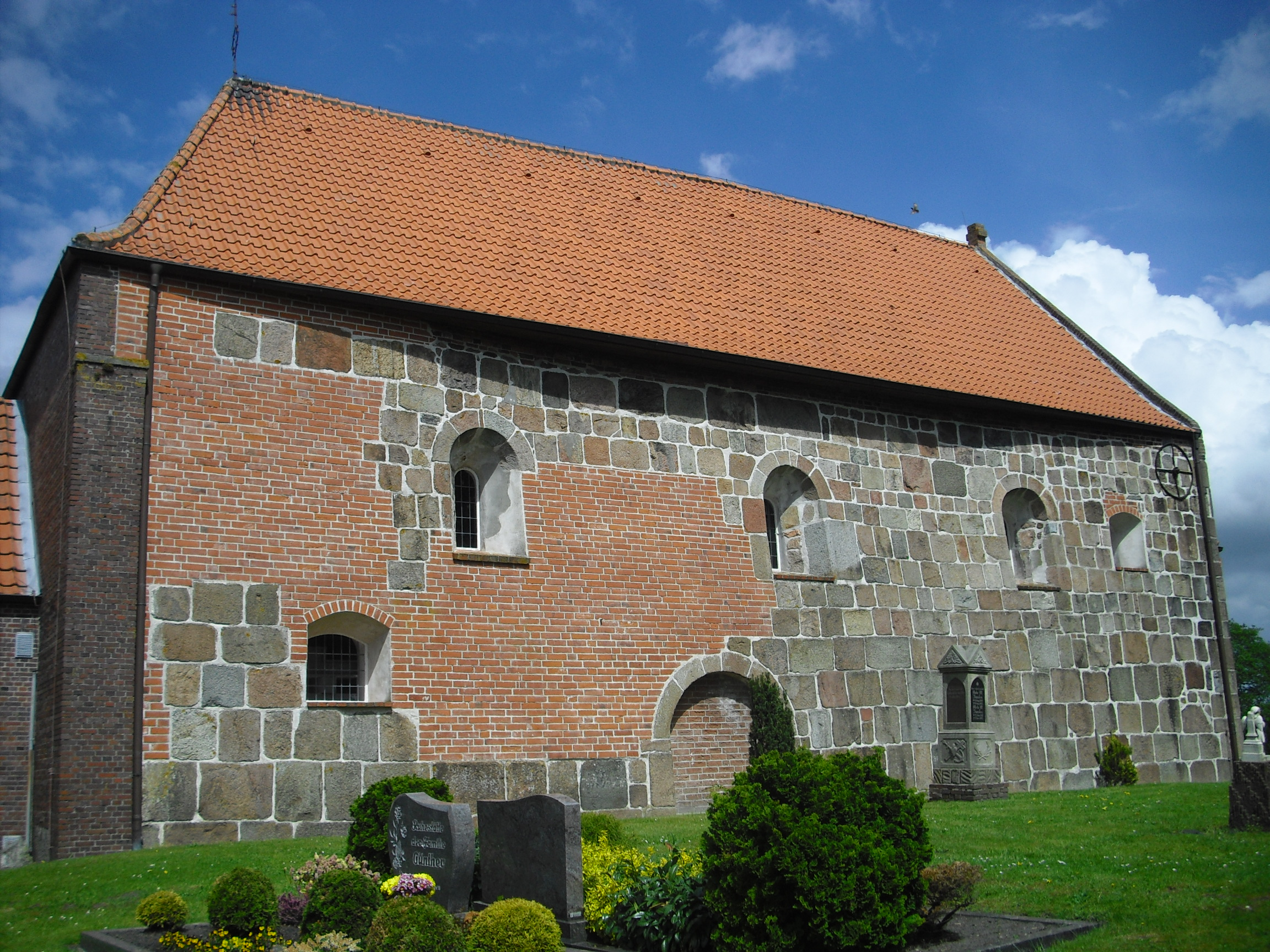
De zuidelijke muur

De kerk van Middels werd rond 1200 ter vervanging van een houten voorganger op een voorchristelijk grafveld gebouwd. Aan de noordelijke kant van de kerk bleef de granieten muur geheel bewaard, terwijl aan de zuidelijke kant bij een renovatie het oorspronkelijke granieten bouwmateriaal gedeeltelijk door baksteen werd vervangen. De hoog geplaatste rondboogvensters met dagkanten, die naar buiten toe breder worden, onderstrepen het romaanse karakter van het bouwwerk. De apsis werd in de 13e eeuw met een polygonale plattegrond vernieuwd. In de onderbouw bleven de granietstenen opnieuw gebruikt, het bovenste deel werd met bakstenen gebouwd. Het oude rondboogportaal in de zuidelijke muur is dichtgemetseld. In plaats daarvan werd in 1935 een westelijke ingang door een kleine voorbouw gemaakt. De gehele westelijke gevel werd in 1805 nieuw opgemetseld.
In de vrijstaande klokkentoren bevindt zich nog een klok uit 1748, die op een oudere klok uit 1502 teruggaat. De klok sprong tijdens het rouwluiden naar aanleiding van het overlijden van de laatste Oost-Friese vorst Karel Edzard Cirksena in 1744 en moest nadien worden omgegoten.

## Interieur
Het kerkinterieur is eenvoudig en wordt door een licht gewelfde houten overkapping afgesloten. De oude kerkbanken met deuren werden in het kader van een renovatie door moderne zitbanken vervangen. Aan de westelijke muur bevindt zich een bord, waarop de namen van geestelijken van de gemeente van 1576 tot 1978 worden genoemd. Een tweede bord op de zuidelijke muur vult de lijst aan.       

#### Doopvont
Van groot belang is de vroeggotische doopvont uit de 13e eeuw. Op de doopvont wordt de doop van Jezus getoond, de kruisiging, de nederdaling ter helle en de opstanding van Christus. De afzonderlijke scènes uit het leven van Jezus worden niet verdeeld en geven de indruk van één volledig scène. De bovenste rand van de doopvont wordt door een rankenfries gevormd, afgewisseld door vogels en menselijke hoofden. Onderaan de doopvont zijn beschadigingen vast te stellen. De doopvont, die zekere overeenkomst heeft met die van de Mariakerk in Nesse, wordt gedateerd op 1260 tot 1270.

#### Triomfgroep
De kruisigingsgroep uit 1480 werd in 1985 weer in oorspronkelijke kleuren gerestaureerd en bevindt zich op de oude plaats op een balk in de triomfboog.

#### Orgel
Het orgel werd tussen 1784 en 1786 door Hinrich Just Müller gebouwd. Het instrument bleef grotendeels bewaard en werd door de orgelbouwfirma Alfred Führer in verschillende fasen (1983, 1985 en 1989) gerestaureerd. Het bezit acht registers verdeeld op één manuaal en aangehangen pedaal.

## Afbeeldingen

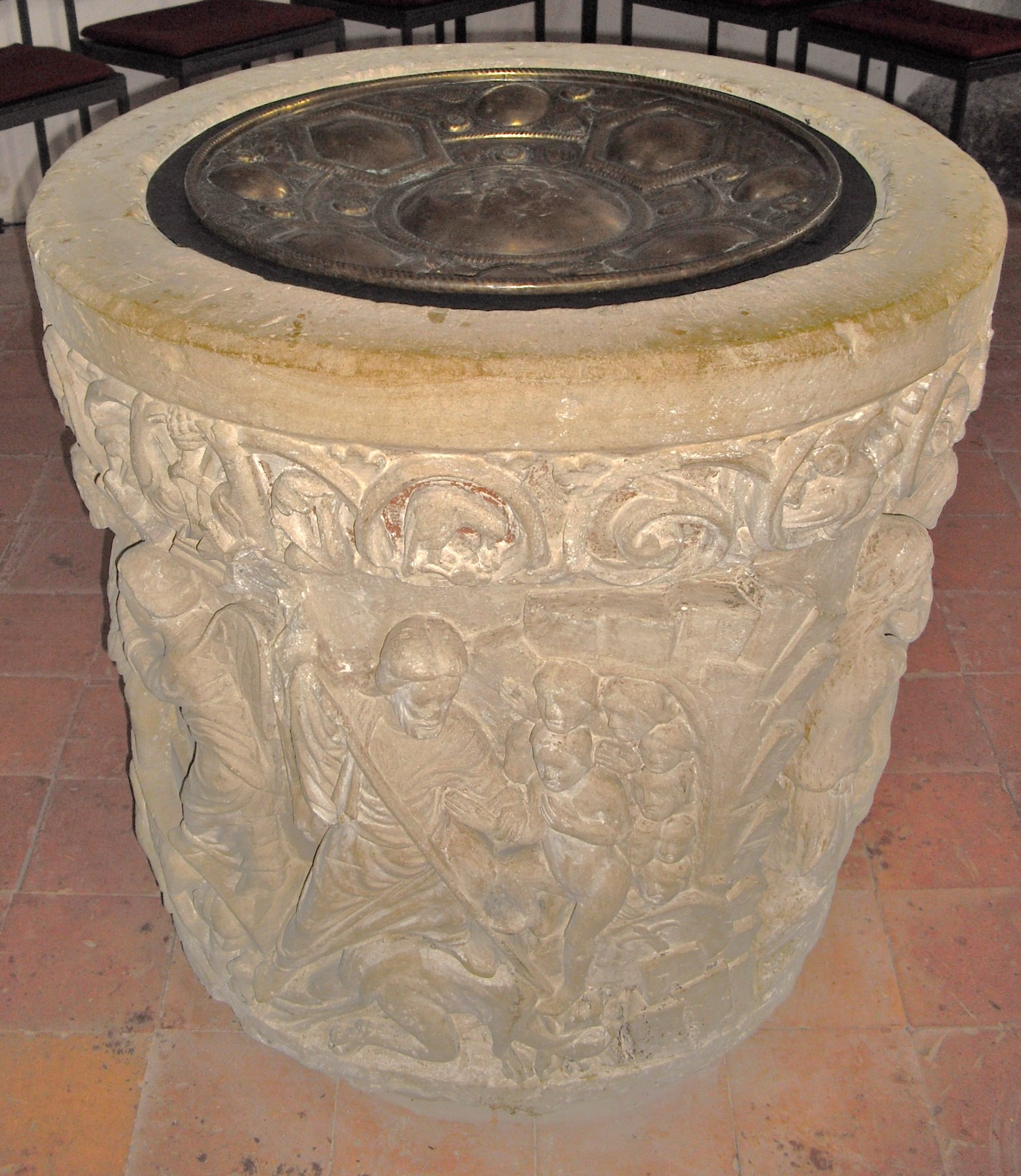
Doopvont
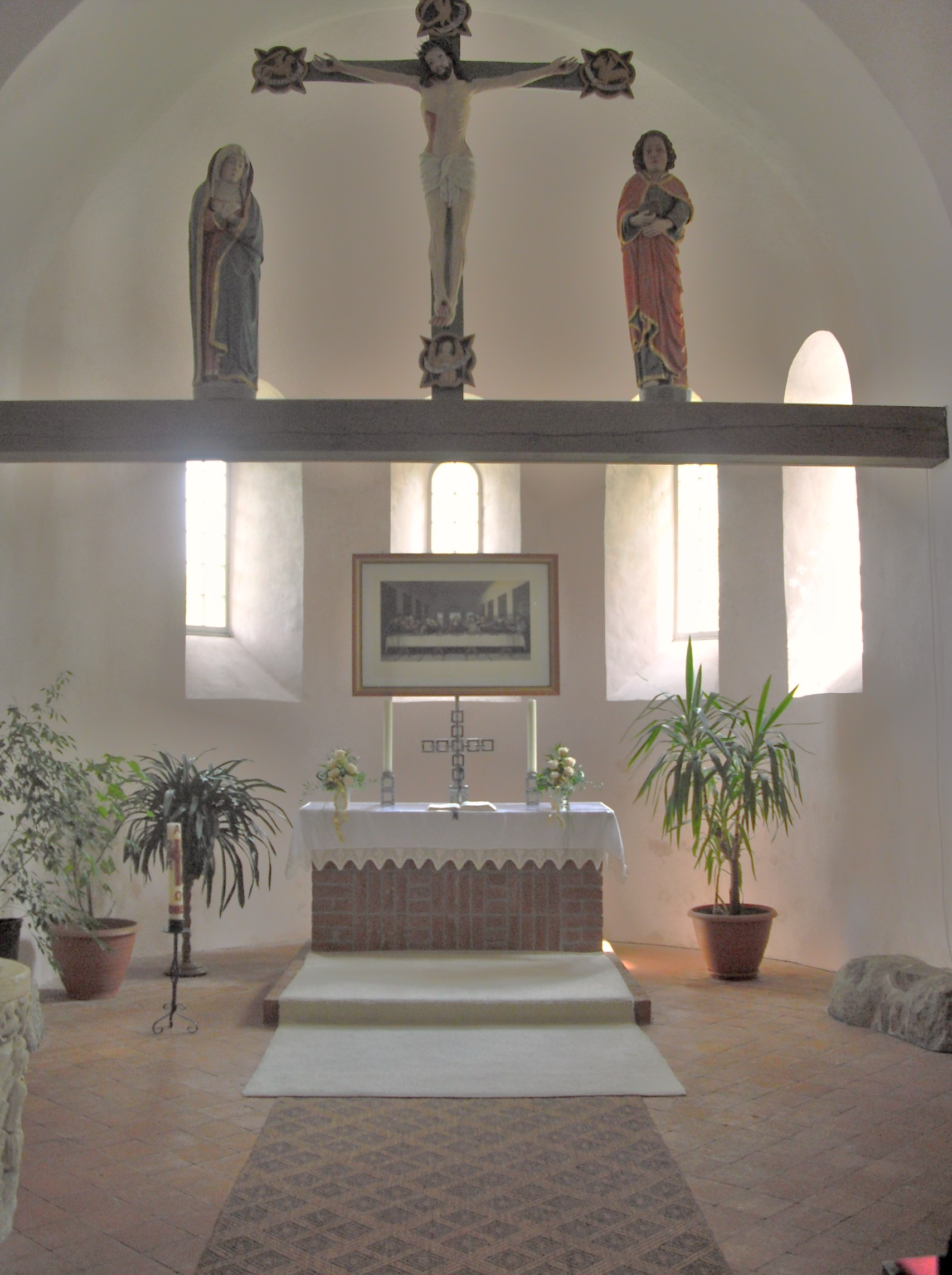
Kruisigingsgroep
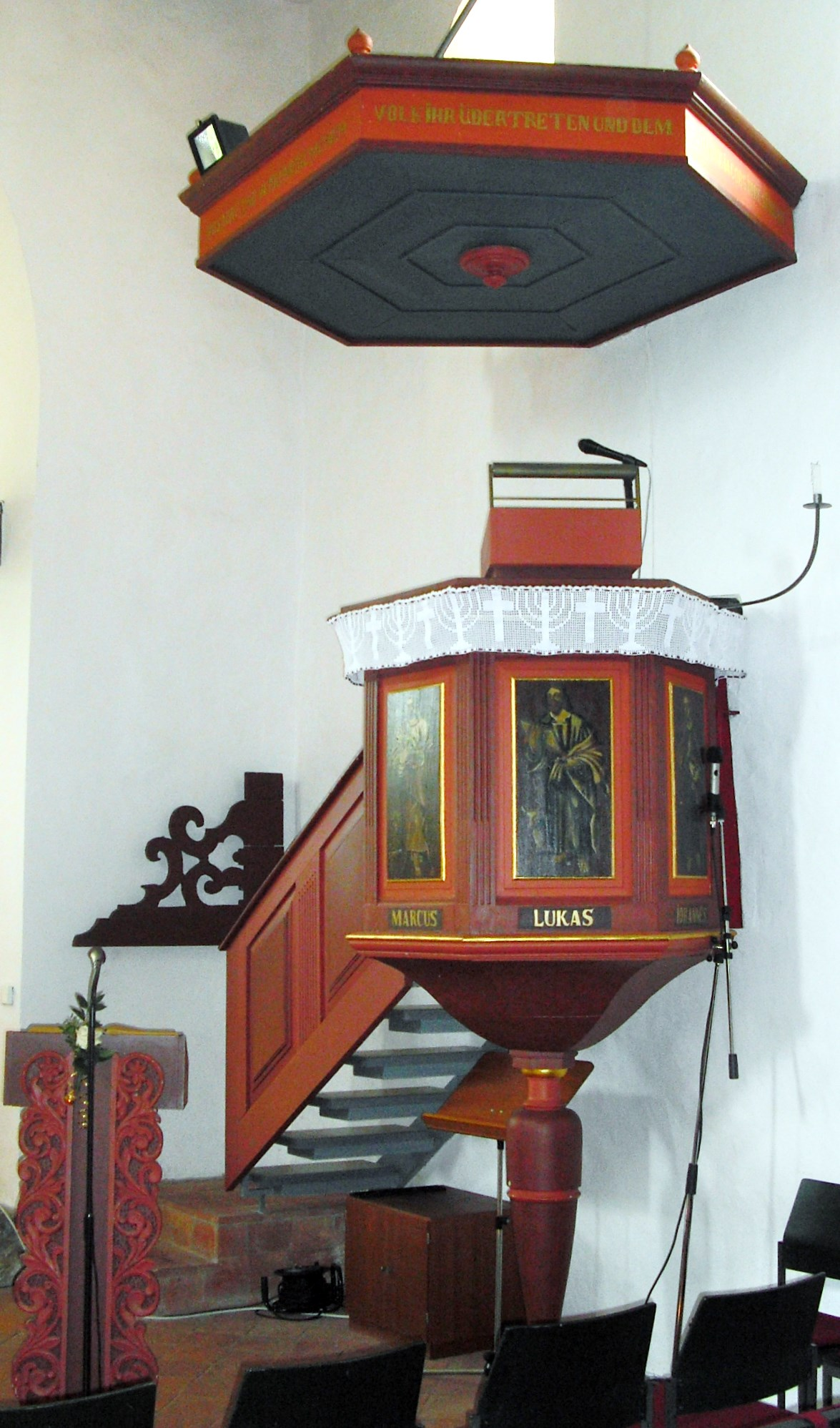
Kansel
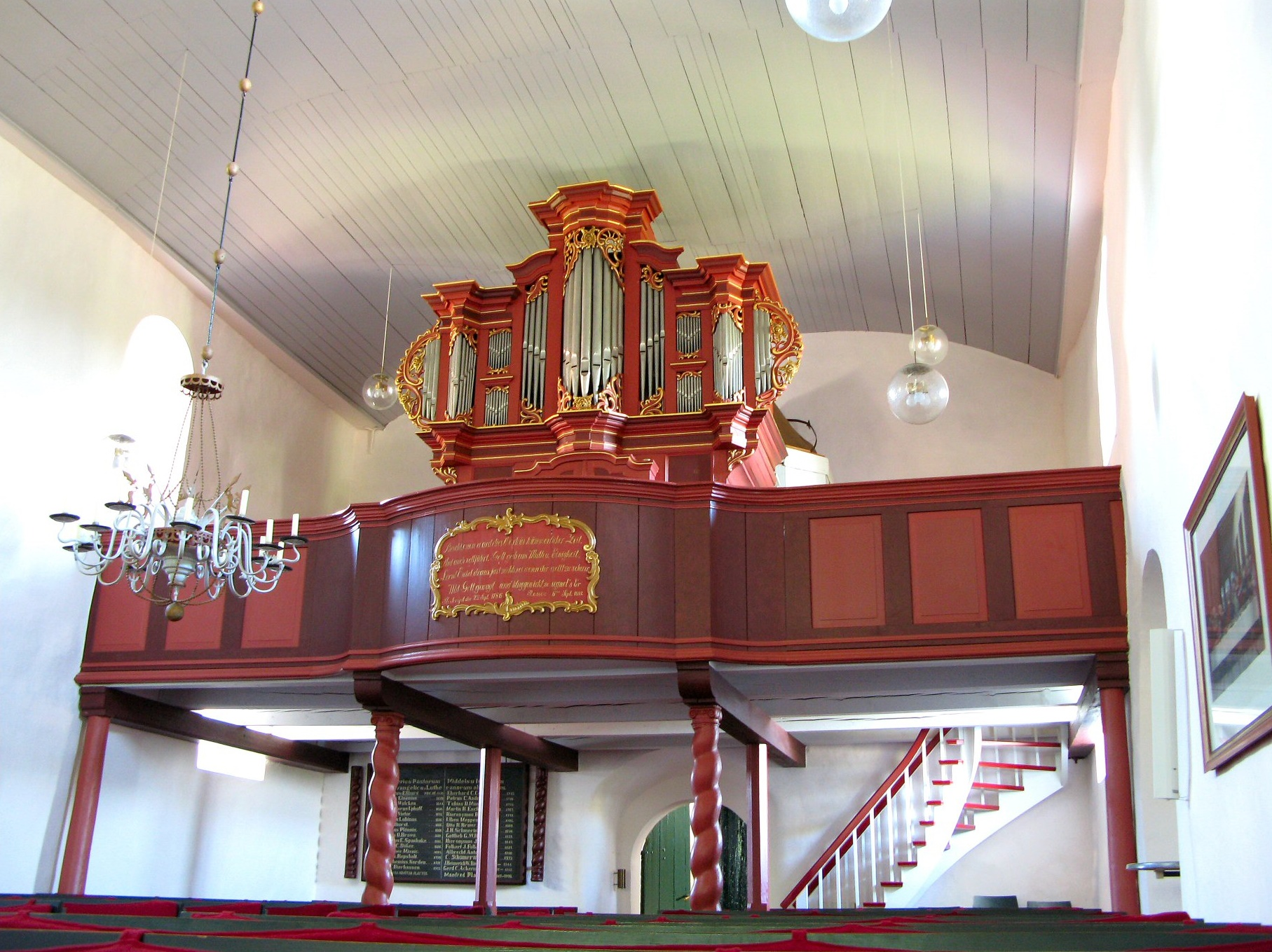
Orgel